# Colleretto Castelnuovo
Colleretto Castelnuovo là một đô thị ở tỉnh Torino in the Italian region of Piedmont, có vị trí cách khoảng 40 km về phía bắc của Torino, nước Ý. Tại thời điểm ngày 31 tháng 12 năm 2004, đô thị này có dân số 331 người và diện tích là 6,3 km².
Colleretto Castelnuovo giáp các đô thị: Castellamonte, Cintano, Borgiallo, và Castelnuovo Nigra.